# 폰살마깅 오치르바트
폰살마깅 오치르바트(몽골어: Пунсалмаагийн Очирбат, 1942년 1월 23일~2025년 1월 17일)는 몽골의 정치인이다. 몽골 인민 공화국의 마지막 대통령이자 몽골국의 초대 대통령을 지냈다.

## 생애
오치르바트는 몽골 인민공화국 자브항주에서 태어났다. 1960년부터 1965년까지 레닌그라드에서 유학생활을 보냈다. 후에 몽골로 돌아와 산업부 관료가 되어 관료 경력을 시작했다. 이후 1976년부터 1985년까지 에너지부 장관, 1987년부터 1990년까지 대외경제협력복지부 장관을 지냈다. 
1991년 몽골 전역에서 민주화 운동이 격화되자, 정부는 일당제를 폐지하였다. 그 해 3월 잠빙 바트뭉흐의 후임으로 대인민후랄 상임위원회 위원장이 되었고, 같은 해 9월 3일 몽골 첫 자유선거로 구성된 국가대후랄에서 몽골 인민공화국 초대 대통령으로 선출되었다. 1991년 10월에는 몽골의 민주화 이후 처음으로 몽골 국가원수로서 대한민국을 방문하였다. 
이듬해인 1992년에 발효한 몽골 헌법에 따라 국호를 몽골국으로 바꾼 후 사회주의를 포기하고 정치 체제를 의회제 민주주의로 바꿨다. 이듬해 진행된 1993년 대선에 몽골민주연맹 후보로 입후보하여 재선되었다. 이후 1997년 대선에도 출마했으며 나차깅 바가반디에게 밀려 낙선했다.
1997년 대선 이후 정계에서 은퇴했으며 오치르바트 재단을 설립하여 몽골의 교육 발전과 빈곤 완화 활동을 했다. 또한 법조인으로도 활동하여 2005년부터 2010년까지 몽골 헌법재판소장을 지냈다.
2025년 1월 17일 82세의 나이로 사망했다.

## 역대 선거 결과
| 선거명      | 직책명        | 대수 | 정당            | 득표율 | 득표수    | 결과 | 당락 |
| ----------- | ------------- | ---- | --------------- | ------ | --------- | ---- | ---- |
| 1993년 선거 | 몽골의 대통령 | 1대  | 몽골 사회민주당 | 59.89% | 592,836표 | 1위  |      |
| 1997년 선거 | 몽골의 대통령 | 2대  | 몽골 사회민주당 | 30.65% | 292,896표 | 2위  | 낙선 |